# Коростенський порцеляновий завод

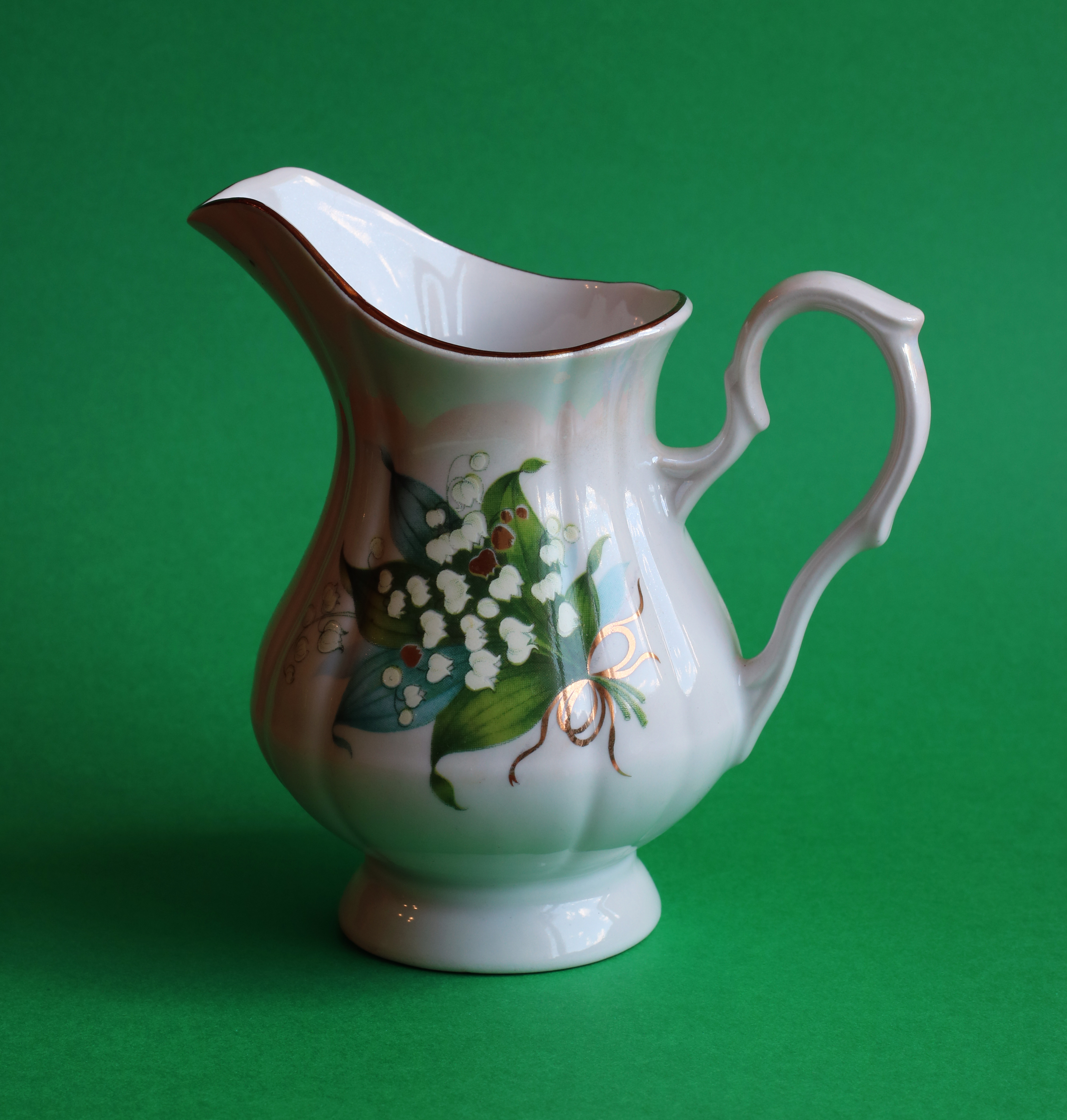
Зразок продукції Коростенського порцелянового заводу

Коростенський порцеляновий завод — підприємство порцеляно-фаянсової промисловості, розташоване в місті Коростень Житомирської області. Станом на 2021 рік адміністрація заводу розшукує інвесторів для відродження виробництва.

## Історія
Порцеляновий завод в Овруцькому повіті Волинської губернії збудував в 1909 році поляк Тимофій Карлович Пржибильський. Перші роки підприємство виготовляло "білий посуд" (з нефарбованої порцеляни).

### Революція
Після Жовтневого перевороту 1917 року підприємство було націоналізоване, під час Радянсько-української війни завод зазнав руйнувань, але після закінчення бойових дій разом із іншими підприємствами скляної й порцеляно-фаянсової промисловості був переданий під управління Головного комітету скляно-порцелянової промисловості ВСНГ, відновлений і відновив роботу.
Після відновлення торговельних відносин з Туреччиною (перерваних після початку Першої світової війни), торговельне придставництво СРСР уклало угоду на виготовлення порцелянового посуду для Туреччини і Єгипту, яку виконували Баранівський, Будянський і Коростенський порцелянові заводи.
Після завершення в 1928 році першої реконструкції обсяги виробництва заводу майже в п'ять разів перевищили рівень виробництва 1913 року.
В ході індустріалізації СРСР розпочалося технічне переоснащення підприємства. Станом на 1935 рік, порцелянова фабрика була найбільшим підприємством Коростеня (загальна кількість працівників становила 450 осіб).

### Друга світова війна
В ході бойових дій Другої світової війни й німецької окупації завод було зруйновано, але після закінчення війни у відповідності до четвертого п'ятирічного плану відновлення і розвитку народного господарства СРСР - відновлений в травні 1945 року і знову введений до експлуатації.
У 1955 році для робітників порцелянового заводу було побудовано двоповерховий гуртожиток на 100 місць (автори проекту - архитектори Л. Б. Каток і Л. Н. Киселевич).
Також, в середині 1950-х років робітниками заводу було закладено парк, у якому за проектом архітектора К. Барташевича було побудовано і в 1964 році - відкрито триповерховий заводський Будинок культури (закритий в 1990-ті роки і закинутий після пожежі в 2005 році).
У 8-му п'ятирічку (1966 - 1970) Коростенський порцеляновий завод ім. Ф. Е. Дзержинського був реконструйований, до строю були введені нові тунельні печі.
В 1972 році за допомогою спеціалістів з Ленінграда на заводі було введено до експлуатації обладнання з автоматизованого виготовлення тарілок (що вдвічі підвищило продуктивність роботи).
У радянські часи завод був одним з провідних підприємств міста.

### Після відновлення незалежності
Після здобуття Україною незалежності державний завод було перетворено на закрите акціонерне товариство.
В січні 2006 року була спроба рейдерського захоплення підприємства.
Вступ України до СОТ в травні 2008 року (з наступним збільшенням імпорту до країни готових порцелянових виробів) й економічна криза, яка розпочалася в 2008 році ускладнили діяльність заводу. В листопаді 2009 року для відновлення роботи заводу було запропоновано провести націоналізацію підприємства (рішення не було прийняте, адже за нього проголосували 78 з 450 депутатів Верховної Ради України).
На початку 2012 року завод вже не працював. В червні 2012 року господарським судом Житомирської області було відкрито провадження за справою щодо банкрутства заводу у зв'язку з наявністю непогашеної заборгованості перед торговельним домом «Порцеляна України» на суму 941 729 гривень. До весни 2013 року обладнання заводу було розібране на металобрухт й вивезене.
Після закриття заводу в міському Будинку культури була відкрита кімната-музей історії заводу (колекція і фонди якої в 2016 році становили до 600 експонатів).
Зараз у реконструйованій будівлі знаходиться офіс компанії "UPG".